# ربتايل (مورتال كومبات)
ربتايل هو شخصية خيالية عبارة عن مخلوق زاحف في سلسلة ألعاب القتال مورتال كومبات التي طورتها ميدواي للألعاب. ظهر للمرة الأولى في لعبة مورتال كومبات 1 سنة 1992 كزعيم سري ثم ظهر لاحقا كشخصية قابلة للعب، كما ظهر في وسائط أخرى ذات علاقة بالسلسلة. وهو يخدم شاو كان.